# Johann Georg Heinrich Feder

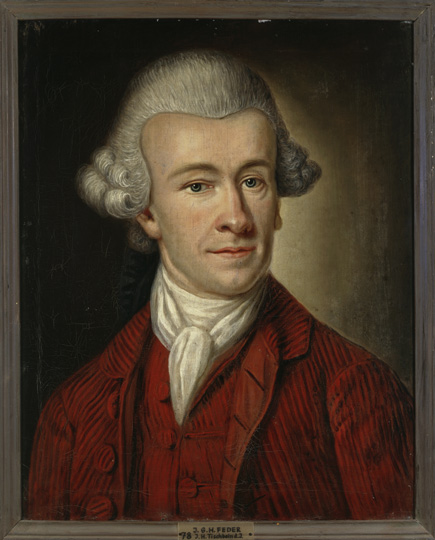
Johann Georg Heinrich Feder, Gemälde von Johann Heinrich Tischbein dem Jüngeren, um 1772, Gleimhaus Halberstadt

Johann Georg Heinrich Feder (* 15. Mai 1740 in Schornweisach; † 22. Mai 1821 in Hannover) war ein deutscher Philosoph, Bibliothekar und Schulleiter.

## Leben
Johann Georg Heinrich Feder entstammte einer über mehrere Jahrhunderte tätigen Pfarrersfamilie. Zu seinen Vorfahren zählte Johannes Feder († 1617), der 1577 das Concordienbuch unterzeichnete. Georg Feder war der Sohn des Pfarrers Martin Heinrich Feder (1693–1749), Sohn des Pfarrers Johann Heinrich Feder, und einer namentlich ungenannten Mutter (1704–1760), Tochter des Superintendenten Christian Philipp Leutwein.
Feder studierte zu Erlangen Theologie und Pädagogik und hörte Vorlesungen bei Simon Gabriel Suckow, war von 1768 bis 1782 Professor der Philosophie an der Universität Göttingen.

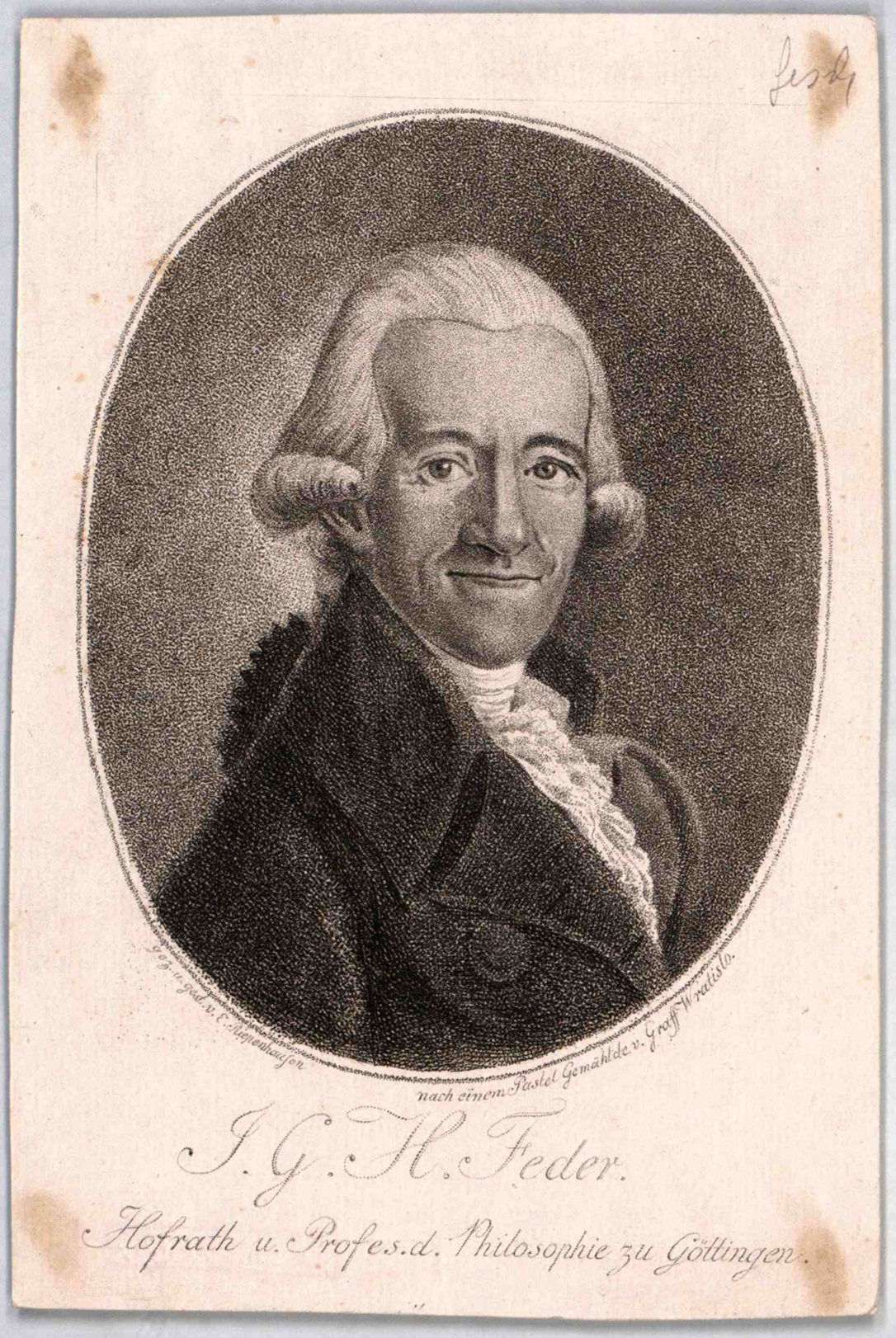
Feder als Hofrat und Professor der Philosophie in Göttingen;
Zeichnung und Radierung in Punktstichmanier von Ernst Ludwig Riepenhausen nach einer Pastellmalerei von Franz Adam Graf Wratislaw, um 1790

Seine Schriften wurden wegen ihrer klaren und geschmackvollen Darstellungsweise zu ihrer Zeit viel gelesen. Er trat dem Kant’schen Idealismus entschieden entgegen. Bekannt wurde er durch seine Abänderung der Kritik Christian Garves zu Kants Kritik der reinen Vernunft. „Feder betont die grundlegende Bedeutung der Psychologie für die Philosophie, die er im Wesentlichen unter rein praktischem und empirischem Gesichtspunkt betrachtet“ (Ziegenfuss). Als Philosoph gehörte Feder zu den zur Leibniz-Christian Wolffschen Schule hinneigenden Eklektikern, welche die Philosophie zur Verbreitung der Aufklärung, besonders auch zur Beförderung gemeinnütziger psychologischer Kenntnisse und der Kultur des ästhetischen und des historischen Urteils nutzbar zu machen strebten. Von 1788 bis 1791 gab der Aufklärer zusammen mit Christoph Meiners die Zeitschrift „Philosophische Bibliothek“ heraus, in der auch mehrere Artikel von ihm erschienen.
Feder war seit 1782 Mitglied der Freimaurerloge Auguste zu den drei Flammen in Göttingen.
Nach der seinem wissenschaftlichen Ruf abträglichen Kontroverse mit Immanuel Kant verließ Feder Göttingen und wurde 1797 in Hannover Leiter des Königlichen Pageninstituts Georgianum (bis zu dessen Auflösung 1811) sowie 1802 auch der Königlichen Bibliothek (heute: Gottfried Wilhelm Leibniz Bibliothek) in Hannover und 1806 Direktor der hannoverschen Hofschule. 1808 wurde er zum auswärtigen Mitglied der Bayerischen und 1816 der Göttinger Akademie der Wissenschaften gewählt.
In Anerkennung seiner Verdienste wurde Feder als Ritter des Königlich Hannoverschen Guelphen-Ordens ausgezeichnet, Mitglied der Göttinger Societät der Wissenschaften, erhielt den Titel als Geheimer Justizrat und erhielt 1820 den Titel als Dr. jur. verliehen.
Feder war zweimal verheiratet. In seinem Todesjahr verzeichnete das Hannoversche Adreß-Buch für das Jahr 1821 das Haus Calenberger Straße 227 als Wohnsitz des seinerzeit einzigen Vertreters beziehungsweise Haushaltsvorstandes seines Namens in Hannover.
Feders Autobiographie erschien 1825 in Darmstadt, herausgegeben von seinem Sohn Karl August Ludwig Feder, Direktor der dortigen Hofbibliothek.

## Werke
- Grundriß der philosophischen Wissenschaften nebst der nötigen Geschichte zum Gebrauch seiner Zuhörer. Johann Carl Findeisen, Coburg 1767. (Digitalisat) 2. Auflage Koburg 1769
- Lehrbuch der praktischen Philosophie. 4. Auflage. Dieterich, Göttingen 1776 (Digitalisat)
- Untersuchungen über den menschlichen Willen. 4 Bände. Meyer, Göttingen/Lemgo 1789. (Digitalisat Band 1), (Band 2), (Band 3), (Band 4) 2. Auflage. Lemgo 1785–1792.
- Über Raum und Kausalität. 1787
- Erklärung der Logik, Metaphysik und practischen Philosophie. Wien 1794
- Feders Leben, Natur und Grundsätze. Autobiographie, hrsg. von Karl August Ludwig Feder. Leipzig 1825; Digitalisat der Österreichischen Nationalbibliothek